# Lehrde und Eich
Lehrde und Eich este o arie protejată (sit de importanță comunitară — SCI) din Germania întinsă pe o suprafață de 762,76 ha, integral pe uscat.

## Localizare
Centrul sitului Lehrde und Eich este situat la coordonatele 52°54′50″N 9°27′08″E / 52.9139°N 9.4522°E.

## Înființare
Situl Lehrde und Eich a fost declarat sit de importanță comunitară în ianuarie 2005 pentru a proteja 6 specii de animale.

## Biodiversitate
Situată în ecoregiunea atlantică, aria protejată conține 10 habitate naturale: Lacuri eutrofice naturale cu vegetație de tip Magnopotamion sau Hydrocharition, Cursuri de apă de la nivel de câmpie la nivel montan, cu vegetație Ranunculion fluitantis și Callitricho-Batrachion, Pajiști umede nord-atlantice cu Erica tetralix, Liziere de ierburi înalte hidrofile de câmpie și de nivel montan până la alpin, Fânețe de joasă altitudine (Alopecurus pratensis, Sanguisorba officinalis), Mlaștini turboase de tranziție și turbării mișcătoare, Depresiuni pe substraturi de turbă de Rhynchosporion, Păduri de fag Luzulo-Fagetum, Mlaștini împădurite, Păduri aluvionare cu Alnus glutinosa și Fraxinus excelsior (Alno-Padion, Alnion incanae, Salicion albae).
La baza desemnării sitului se află mai multe specii protejate:
- mamifere (3): vidră de râu (Lutra lutra), liliac cu urechi mari (Myotis bechsteinii), liliac comun (Myotis myotis)
- nevertebrate (1): Ophiogomphus cecilia
- pești (2): Lampetra fluviatilis, cicar (Lampetra planeri)